# Кария сердцевидная
Ка́рия сердцеви́дная, или Ги́кори го́рький (лат. Carya cordiformis) — вид растений из рода Гикори (Carya) семейства Ореховые (Juglandaceae), произрастающий в Северной Америке (США, Канада). Культивируется также в Европе.

## Ботаническое описание
Дерево высотой до 30 метров. Кора ствола коричневатая, покрытая глубокими бороздками, отслаивается небольшими пластинками. Почки жёлтые (один из отличительных признаков вида). Листья длиной 15—25 см, непарноперистые, с 5—9 узко-яйцевидными или ланцетовидными листочками.
Цветки раздельнополые, тычиночные в растущих вместе по 3 штуки серёжках длиной до 2,5 см, пестичные цветки — по два на одной цветоножке.
Плоды длиной около 3,5 см, обратнояйцевидной формы. Перикарпий желтовато-опушённый, раскрывается при созревании четырьмя створками почти до середины. Эндокарпий (орех) круглый или обратнояйцевидный, с заострением на верхушке, скорлупа тонкая. Ядро красно-коричневое, горькое на вкус.

## Значение и применение
Кария сердцевидная культивируется в качестве декоративного растения. Кроме того, как и другие виды рода Гикори, она обладает ценной твёрдой и прочной древесиной, применяемой в строительстве и для изготовления различных столярных изделий.